# Henrik Thott
Henrik Thott (1606 – ca. 1676) var en dansk adelsmand, lensmand og officer. Hans forældre var Christen Thott til Boltinggaard, Fårupgård og Sophie Below. Som godsejer besad Henrik Thott selv gårdene Boltinggaard, Fårupgård, Kjeldkær, samt Gladsaxe og Svinebjærg i Skåne.

## Uddannelse og hverv
Henrik Thott var på den obligatoriske udlandsrejse for unge adelsmænd. Han var 1621 immatrikuleret ved universitetet i Leiden. Efter hjemkomsten tjente han fra 1628 som sekretær i Kancelliet. 1633 fik han ventebrev på det første ledige kannikedømme, men har dog næppe opnået noget sådant, eftersom han 1635 fratrådte sin stilling i Kancelliet for at overtage Stavanger Len, som han havde til 1641. Fra 1641-48 var han lensmand på Bergenhus og fra 1648-57 og atter 1659-60 på Dronningborg. Desuden havde han haft forskellige særlige hverv; således var han 1629 den ene af de 2 adelsmænd, som udsendtes for at besigtige Kronens jyske slotte og len efter Jylland havde været besat af kejserlige tropper under kejserkrigen. Senere førte han som oberstløjtnant 2 fænniker i Stavanger og Agdesidens Len hjemmehørende knægte, og 1649 opvartede han som skænk ved prinsesse Frederikke Amalies dåb.

## Mod fallittens rand
Medens han tidligere havde været en velstående mand og blandt andet havde haft hovedgårdene Hastrup, Skårupgård og det halve Bjørnsholm i pant, gik det senere stærkt tilbage for ham. Fårupgård måtte han 1655 sælge til sin søster Anne Thott, og sine øvrige hovedgårde vest for Øresund måtte han efterhånden opgive på grund af gæld. Til trods for dette overlod han efter Skånes afståelse til Sverige med stor beredvillighed Kronen sine hovedgårde øst for Øresund som bytte for bornholmsk vederlagsgods. Kronen viste sin påskønnelse, dels ved at tilskøde ham Holbæk Ladegård med mere gods, dels ved 1660 at udnævne ham til stiftslensmand over Århus Stift og amtmand over Aarhus Amt. Sidstnævnte ombyttede han dog året efter med Holbæk Amt, men disse begunstigelser var ikke tilstrækkelige til at hindre hans ruin, eftersom godset var hårdt medtaget efter Karl Gustav-krigene, og desuden straks gik tabt til hans kreditorer. Som en fuldstændig ruineret mand mistede han 1662 sin amtmandsstilling og måtte søge kongen om en nådegave til livets ophold. Han levede endnu 20. november 1674, men i så stor nød og trang, at det ikke engang vides, hvornår han, den sidste efterkommer på mandssiden af en af de engang så berømte 9 Axelssønner, døde.

## Familieliv
Henrik Thott var gift tre gange: 
- 1. gang: 12. april 1635 med Lisbet Henriksdatter Huitfeldt (1615-1638)
- 2. gang: 31. januar 1642) med Beate Holgersdatter Rosenkrantz (1608-1647)
- 3. gang: 21. juli 1650 med Berete Jespersdatter Friis

Af børnene overlevede kun en sindssyg datter ham.